# Майк (Grand Theft Auto)
Майк (англ. Mike) — головний герой гри Grand Theft Auto Advance.

## Опис
Про Майка відомо зовсім небагато. На відміну від інших протагоністів, Майк не згадується і не присутній в інших іграх серії. Відомо лише, що він разом зі своїм приятелем Вінні планує виїхати з Ліберті-Сіті. Це і є початковою точкою сюжету Grand Theft Auto Advance.

## Сюжет

### 2000 рік
Майк і Вінні зібрали досить грошей, щоб виїхати з Ліберті-Сіті, але перед від'їздом Вінні пропонує ще попрацювати на мафію. На одному з таких завдань Вінні разом з грошима сідає в машину з вибухівкою і гине. З допомогою друга Вінні — Ейт-Болла, Майк намагається знайти вбивцю. Однак, Ейт-Болл рекомендує знайти Джонні, людину з великими зв'язками у місті. Майка насторожує параноя Джонні, проте він продовжує на нього працювати до тих пір, поки не виявляє його мертвим. Майк слідує за вбивцею на острів Стаунтон, який приводить його до Короля Куртні.
Майк підозрює Куртні у вбивстві Вінні, але Король йому говорить, що він не вбивав Вінні, і вони погоджуються працювати разом. В одній з місій Король Куртні говорить Майку, що він знайшов вбивцю Вінні і каже, що це лідер колумбійського картелю Циска. Коли Майк намагається вбити Циску, він виявляє, що Циска не причетний до вбивства Вінні і виявляє, що Король Куртні його лише використовував, щоб встановити контроль над Ліберті-Сіті. Майк розриває зв'язки з Королем Куртні і починає працювати на Циска.
Майк працює спочатку на Циска, а потім на Асуку Касена, які перебувають у стані війни один з одним. Майк викрадає племінницю в одній з місій Циска, але скасовує викрадення за наказом Асуки. Працюючи на Асуку, Майк виявляє, що Вінні живий, вбив Джонні і привласнив гроші Майка собі. Майк в люті вбиває Вінні. Вінні перед смертю попереджає Майка, що він мета для банд.
Незабаром попередження Вінні стає реальністю і за Майком починають полювати Ярди, а потім картель, бажаючи отримати Майка раніше Ярди. Майк вирішує звести рахунки з королем Куртні і організовує напад на Куртні. Після вбивства людей Куртні Майк їде до літака Циска і тікає з міста.

## Цікаві Факти
- Майк, на відміну від Клода, має голос і характер.
- Майк — перший протагоніст, який в кінці гри тікає з міста.
- Майк — перший протагоніст без будинку.
- Можливо, Майк і Вінні працювали на Сім'ю Фореллі, оскільки була місія, де потрібно було зустріти мафію в бістро Сан-Марко.